# 爆笑ベストセラー
『爆笑ベストセラー』（ばくしょうベストセラー）は、1967年11月25日にフジテレビ系全国ネットの単発特別番組枠『テレビグランドスペシャル（第1期）』（土曜 20:00 - 20:56）で放送された演芸番組である。

## 概要
当時もっとも人気があった5組の漫才コンビを登場させ、彼らが最も得意とする演目を披露。ベテランのトップ・ライトから、当時売り出し中のコント55号まで様々なコンビが登場し、芸を披露した。収録は、東京・代々木の「山野ホール」で行われた。

## 出演者

### 司会
- ミヤコ蝶々
- 柳家金語楼

### 出演漫才師と演目
| 漫才師                     | 演目                                             |
| -------------------------- | ------------------------------------------------ |
| コント55号                 | サッカーの秘密特訓                               |
| 晴乃チック・タック         | ダンサーを絡ませての「チック・タック・ゴーゴー」 |
| Wけんじ                    | モデルをからませての「芸術の秋」                 |
| 獅子てんや・瀬戸わんや     | バレエ教室                                       |
| コロムビア・トップ・ライト | 国際放送                                         |